# Sivi volkovi
Sivi volkovi (turško Bozkurtlar) je turška ultradesničarska neofašistična organizacija, ki jo nekateri smatrajo za teroristično skupino.. Turčija skupino krivi za 694 umorov, ki so bili storjeni v letih 1974-1980.
Njen član Mehmet Ali Ağca je 1981 izvedel spodleteli atentat na papeža Janeza Pavla II.